# Sekretariat ds. Memoriałów
Sekretariat ds. Memoriałów – dawna instytucja Kurii Rzymskiej, zajmująca się przyjmowaniem, a następnie referowaniem papieżowi różnego rodzaju próśb i petycji adresowanych do niego. Zaliczany był do tzw. urzędów pałacowych, a sekretarz ds. Memoriałów był członkiem familii papieskiej. W XIX wieku urząd ten składał się z sekretarza, jego zastępcy, trzech minutantów i jednego supernumerariusza.
Urząd ten istniał z pewnością już za pontyfikatu Klemensa VIII (1592-1605). Początkowo sekretarz ds. Memoriałów był na ogół niższej rangi prałatem, jednak stopniowo (w XIX wieku już regularnie) coraz częściej urząd ten obejmowali kardynałowie. W 1884-85 sprawował go Polak Mieczysław Ledóchowski.
Sekretariat ds. Memoriałów został formalnie zlikwidowany przez Piusa X w 1904, w praktyce jednak przestał funkcjonować już pod koniec pontyfikatu Leona XIII (1878-1903).

## Lista sekretarzy
- Statilio Paolini (1592-1596)
- Giacomo Sini (1596-1601)
- Odoardo Santarelli (1601-1605?)
- Vincenzo Bilotta (1605-1606)
- Pietro Pavone (1606?-1623)
- Francesco Adriano Ceva (1623-1632)
- Angelo Giori (1632-1643)
- Giovanni Maria Roscioli (1643-1644)
- Giuseppe Frenfanelli (1644-1651)
- Costanzo Centofiorini (1652?-1655)
- Celio Piccolomini (1655-1656)
- Giacomo Filippo Nini (1656–1664)
- Niccolò Piccolomini (1664-1676)
- kard. Giovanni Battista de Luca (1676–1683, kard. od 1681)
- Francesco Liberati (1683–1689)
- Raffaele Fabretti (1689–1691)
- Carlo Agostino Fabroni (1691–1695)
- Giuseppe Sacripante (1695)
- Ulisse Giuseppe Gozzadini (1695–1700)
- Curzio Origo (1700–1708?)
- Giulio Piazza (1708–1712)
- kard. Annibale Albani (1712–1718)
- Alessandro Albani (1718–1721)
- Bartolomeo Ruspoli (1721–1724)
- kard. Niccolò Coscia (1724–1730, kard. od 1725)
- kard. Neri Maria Corsini (1730–1740, kard. od 1730)
- kard. Giuseppe Livizzani (1740–1754, kard. od 1753)
- Giovanni Carlo Boschi (1754–1758)
- kard. Carlo Rezzonico (1758–1769, kard. od 1758)
- Giovanni Archinto (1769–1770)
- Vincenzo Macedonio (1770–1775)
- kard. Giovanni Battista Rezzonico (1775–1783)
- Vacat (1783–1800)
- kard. Giuseppe Maria Doria Pamphili (1800–1808)
- kard. Giuseppe Albani (1808)
- kard. Michele di Pietro (1808–1814)
- kard. Pietro Francesco Galleffi (1814–1824)
- kard. Cesare Guerrieri Gonzaga (1824–1829)
- kard. Carlo Maria Pedicini (1829–1831)
- kard. Giacomo Giustiniani (1831–1839)
- kard. Luigi Del Drago (1839–1845)
- kard. Lodovico Altieri (1845–1847, 1855–1857)
- kard. Gabriele Ferretti (1847–1855)
- kard. Chiarissimo Falconieri Mellini (1857–1859)
- kard. Roberto Giovanni Roberti (1859–1867)
- kard. Luigi Vannicelli Casoni (1867–1870)
- kard. Raffaele Monaco La Valletta (1870–1876)
- kard. Carlo Luigi Morichini (1876–1878)
- kard. Teodolfo Mertel (1878–1879)
- kard. Pietro Giannelli (1879–1881)
- kard. Flavio Chigi (1881–1884)
- kard. Mieczysław Ledóchowski (1884-1885)
- kard. Carlo Laurenzi (1885–1889)
- kard. Serafino Vannutelli (1889–1892)
- kard. Francesco Ricci Paracciani (1892–1894)
- Vacat po 1894; urząd zniesiony ostatecznie w 1904